# Anu (diosa celta)

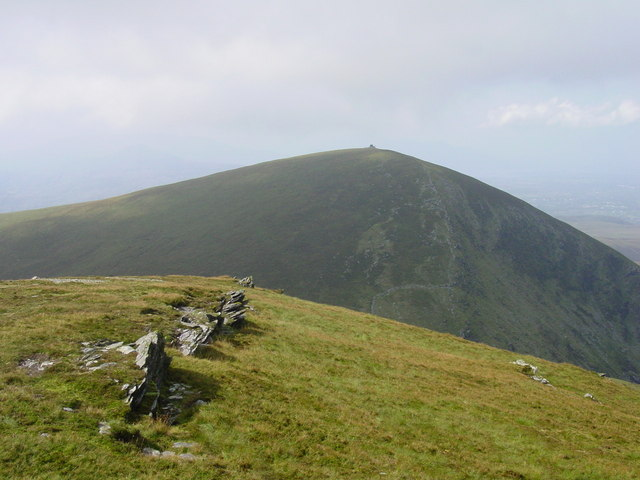
Paps of Anu (los senos de Anu), en Irlanda. Vista de la colina occidental desde la colina oriental.

En la mitología irlandesa, Anu (o Ana, a veces como Anann o Anand) es una diosa. Puede ser una diosa por sí misma, o un nombre alternativo para Danu. En el Lebor Gabála Érenn «Anand» se usa como nombre alternativo para Morrigan. Si bien es una diosa irlandesa, en algunas partes de Gran Bretaña se denomina Gentle Annie (la gentil Annie) a una figura similar, en un esfuerzo por evitar la ofensa, táctica que es similar a la de referirse a las hadas como The Good People (la buena gente). Como su nombre se confunde a menudo con el de otras diosas, no siempre está claro a qué figura se hace referencia si el nombre se saca de contexto.

## Etimología
Este nombre puede derivarse del teónimo protocelta *Φanon-.

## Los senos de Anu
Existe un topónimo relacionado con Anu en Munster: se dice que el nombre de las colinas gemelas conocidas como Paps of Anu (en irlandés: Dá Chích Anann, «los senos de Anu»), cerca de Killarney (52°00′55″N 9°16′09″O / 52.01528, -9.26917), en el condado de Kerry, hace referencia a esta antigua diosa.
De igual manera cabe destacar las Penas de Anamán entre Galicia y Portugal en la sierra de Jurés donde las formas de las rocas semejan los pechos de una mujer acostada o también el Pico Santa Ana, entre Asturias y Cantabria en los Picos de Europa, que podría venir a significar lo mismo, dado que en este pico nacería, en Fuente Dé, el río Deva, cuyo significado según los expertos sería el de Diosa. Tanto en Galicia como en la cornisa cantábrica existen varios topónimos, hidrónimos, etc, con el nombre Deva. Por ejemplo, el río Deva en Orense (con nacimiento cercano a la citada Anamán), aldea de Deva en los Ancares (Lugo), Monte Deva (Gijón), Isla de la Deva entre Castrillón y Soto del Barco, Río Deva en Guipúzcoa, etc.

## Correspondencias
La evidencia de que Anu puede ser la misma deidad que Danu aparece en el siguiente pasaje del Sanas Cormaic: «Ana, la madre de los dioses irlandeses. Bueno, ella alimentó a los dioses».